# Trudi
Trudi S.p.A. è un'azienda italiana, produttrice di giocattoli di peluche. Detiene i marchi "Trudi" e "Sevi" e dal luglio 2019 fa parte del gruppo Giochi Preziosi.

## Storia

### Gli inizi
L'azienda fu fondata nel 1954 a Tarcento, in Friuli, da Gertrud detta "Trudi" Müller, tedesca di Monaco di Baviera con il talento per il disegno, che frequentò l'Accademia di Belle Arti per poi trasferirsi giovanissima in Italia, a Molinis di Tarcento, dove nel 1948 sposò Antonio Patriarca. La donna creò i primi orsacchiotti di stoffa per il figlio, dopodiché fu spinta dal marito ad avviare un'attività artigianale con un'amica e un'operaia. Negli anni sessanta partecipò alle fiere tra cui quella del giocattolo di Norimberga. E il suo orsacchiotto Trudi, che diede il nome all'azienda, ebbe successo al punto da partecipare negli anni settanta anche al "Teddy Bear Annual Convention" a Nevada City, in California. Con il passare del tempo l'orsacchiotto diventò simbolo di design e creazione.
Nel 1992 la società lanciò sul mercato peluche alti appena 7 centimetri ("Sweet Collection"), tra i più piccoli del mondo. Nel 1996, quando in azienda era già entrato operativamente il figlio Giuseppe Patriarca e i pupazzi di peluche venivano sempre più realizzati da vari fornitori in Cina, la Walt Disney stipulò un contratto di licenza per la distribuzione di suoi prodotti in Europa. Nel 1998 la società acquisì il marchio "Sevi" in seguito al fallimento dell'omonima ditta (produttrice di giocattoli in legno, fondata nel 1831 ad Ortisei), a causa di difficoltà nella vendita e soprattutto con i fornitori (il principale produttore in Indonesia si era reso autonomo). Negli anni cominciarono ad essere aperte anche sedi all'estero: a Norimberga (Germania), Valencia (Spagna), Orgelet (Francia), Singapore. Nel catalogo aziendale figurano oggi 450 pupazzi.

### Il passaggio a Paladin Capital Partners
Nel marzo 2000, quando la società aveva raggiunto un fatturato di 60 miliardi di lire, Gertrud Müller Patriarca morì a San Daniele all'età di 79 anni. Nel 2002 entrò in azienda con il 27% del capitale la 21 Investimenti, fondo di private equity di Alessandro Benetton. E già nel 2003, di fronte ad un fatturato di 23,7 milioni di euro in cui l'export incideva per circa il 40%, ritornò l'utile: 1,1 milioni rispetto ai conti in rosso del 2002.
Meno di tre anni più tardi, nell'aprile 2005, l'intera società passò a Paladin Capital Partners (gruppo Paladin Carisma, holding della società di consulenza Bain Company Italia).  Nel 2006 venne acquisito il marchio Olli Olbot dedicato ai prodotti per la prima infanzia. A fianco del peluche arrivarono anche altre licenze, sempre dedicate ai bambini: abbigliamento, calze, occhiali, biancheria per la casa, orologi, camerette a marchio Sevi. Solo con una licenza Trudi si rivolse agli adulti quando nel settembre 2005 partì Trudi Jewels, linea di gioielli in argento. Tutte le linee di produzione italiane della Trudi e della Sevi vennero quindi chiuse e trasferite in Cina.

### Il passaggio a Giochi Preziosi
In seguito l'attività si concentrò sul core business dell'azienda e venne ceduto il retail. Nel luglio 2019 la società, che nel 2018 aveva registrato ricavi per 10,5 milioni, fu acquistata dal Gruppo Giochi Preziosi dell'ex patron del Genoa, Enrico Preziosi.